# Donald C. McRuer
Donald Campbell McRuer, född 10 mars 1826 i Bangor i Maine, död 29 januari 1898 i St. Helena i Kalifornien, var en amerikansk politiker (republikan). Han var ledamot av USA:s representanthus 1865–1867.
McRuer tillträdde 1865 som kongressledamot och efterträddes 1867 av Samuel Beach Axtell.
McRuer är begravd på St. Helena Public Cemetery i St. Helena i Kalifornien.